# 勒杜内耶德布勒比湖
勒杜内耶德布勒比湖（法語：Étang des Redouneilles des brebis，法語發音：[etɑ̃ de ʁədunɛj de bʁəbi]）是法国阿列日省的一个湖。海拔2228米，其表面积为0.015平方公里。